# John Kinsella (natation)
Pour les articles homonymes, voir John Kinsella.
John Pitann Kinsella (né le 26 août 1952 à Oak Park) est un nageur américain. Lors des Jeux olympiques d'été de 1968 disputés à Los Angeles il remporte la médaille d'argent au 1 500 m nage libre puis bat en 1970 le record du monde de la distance. En 1972, aux Jeux olympiques de Munich, Kinsella est médaillé d'or au sein au relais 4 x 200 m nage libre . 

## Palmarès
- médaille d'or au relais 4 x 200 m nage libre aux Jeux olympiques de Munich en 1972
- médaille d'argent au 1 500 m nage libre aux Jeux olympiques de Mexico en 1968